# 서울경마장조교사협회
서울경마장조교사협회(Seoul Racecourse Trainer's Association)는 경주마 조교 및 기승기술의 향상, 마사업무 수행개선 목적으로 1993년 7월 7일 설립된 대한민국 농림축산식품부 소관의 사단법인이다. 사무실은 경기도 과천시 경마공원대로 107 (주암동)에 있다.

## 주요 사업
- 경주마의 조교 및 사양관리
- 건전경마발전을 위한 사업
- 경주마의 효율적 관리를 위한 마사업무 개선
- 회원의 국내외 연수에 관한 사업
- 회원의 복리후생 및 친목도모에 관한 사항
- 기타 협회의 목적달성에 필요한 사업

## 같이 보기
- 경마
- 서울경마공원